# Комсомольське (Комсомольський район)
Комсомо́льське (рос. Комсомольское, чув. Каçал) — село, центр Комсомольського району Чувашії, Росія. Адміністративний центр Комсомольського сільського поселення.
Населення — 4905 осіб (2010; 4839 у 2002).
Національний склад:
- чуваші — 74 %